# Campionatul Mondial de Fotbal 2002
Campionatul Mondial de Fotbal 2002 a fost cea de-a șaptesprezecea ediție a celei mai importante competiții la care participă echipe naționale din toată lumea, ediție ce s-a desfășurat în Coreea de Sud (Seogwipo) și Japonia. Competiția a consemnat două premiere: prima Cupă Mondială organizată pe continentul asiatic și prima ediție găzduită în două țări.
România a ratat calificarea la turneul final după eșecul din meciul de baraj împotriva Sloveniei.
Brazilia a câștigat competiția pentru a cincea oară, un nou record al Cupei Mondiale.
La turneul final au fost prezente toate cele șapte Campioane Mondiale precedente: Uruguay, Italia, Argentina, Germania, Brazilia, Anglia și Franța.

## Loturi
Pentru o listă a echipelor de la turneul final, vedeți Loturile pentru Campionatul Mondial de Fotbal 2002. Aceasta a fost prima oară când loturile conțineau 23 de jucători, o creștere de la 22 de jucători. Din cei 23 de jucători, trei trebuie să fie portari.

## Rezultate

### Faza Grupelor
Grupele A, B, C, D s-au jucat în Coreea de Sud, iar E, F, G, H în Japonia.
Toate orele sunt locale (UTC+9)
| Key to colours in group tables | Key to colours in group tables                                 |
| ------------------------------ | -------------------------------------------------------------- |
|                                | Câștigătorii grupelor și locul doi au avansat în șaisprezecimi |

#### Grupa A
Campioana turneului trecut Franța a fost eliminată din Grupa A unde nu a marcat nici un gol. Mai departe au mers Danemarca și debutanții Senegal în dauna dublei câștigătoare Uruguay.
| Echipa    | M | C | E | P | GM | GP | G  | Pct |
| --------- | - | - | - | - | -- | -- | -- | --- |
| Danemarca | 3 | 2 | 1 | 0 | 5  | 2  | +3 | 7   |
| Senegal   | 3 | 1 | 2 | 0 | 5  | 4  | +1 | 5   |
| Uruguay   | 3 | 0 | 2 | 1 | 4  | 5  | −1 | 2   |
| Franța    | 3 | 0 | 1 | 2 | 0  | 3  | −3 | 1   |

| Franța | 0 – 1     | Senegal        |
| ------ | --------- | -------------- |
|        | (Cronică) | Bouba Diop 30' |

| Uruguay       | 1 – 2     | Danemarca         |
| ------------- | --------- | ----------------- |
| Rodríguez 47' | (Cronică) | Tomasson 45', 83' |

| Danemarca           | 1 – 1     | Senegal  |
| ------------------- | --------- | -------- |
| Tomasson 16' (pen.) | (Cronică) | Diao 52' |

| Franța | 0 – 0     | Uruguay |
| ------ | --------- | ------- |
|        | (Cronică) |         |

| Danemarca                  | 2 – 0     | Franța |
| -------------------------- | --------- | ------ |
| Rommedahl 22' Tomasson 67' | (Cronică) |        |

| Senegal                              | 3 – 3     | Uruguay                                  |
| ------------------------------------ | --------- | ---------------------------------------- |
| Fadiga 20' (pen.) Bouba Diop 26' 38' | (Cronică) | Morales 46' Forlán 69' Recoba 88' (pen.) |

#### Grupa B
Spania a câștigat toate cele trei meciuri și a mers în șaisprezecimi, în timp ce Slovenia a fost eliminată fără niciun punct. Al doilea gol al lui Nelson Cuevas împotriva Sloveniei a fost de ajuns pentru ca Paraguay să meargă mai departe, iar Africa de Sud să părăsească competiția din cauza diferenței de goluri mai slabe.
| Echipa        | M | C | E | P | GM | GP | G  | Pct |
| ------------- | - | - | - | - | -- | -- | -- | --- |
| Spania        | 3 | 3 | 0 | 0 | 9  | 4  | +5 | 9   |
| Paraguay      | 3 | 1 | 1 | 1 | 6  | 6  | 0  | 4   |
| Africa de Sud | 3 | 1 | 1 | 1 | 5  | 5  | 0  | 4   |
| Slovenia      | 3 | 0 | 0 | 3 | 2  | 7  | −5 | 0   |

| Paraguay                | 2 – 2     | Africa de Sud                       |
| ----------------------- | --------- | ----------------------------------- |
| Santa Cruz 39' Arce 55' | (Cronică) | T. Mokoena 63' Fortune 90+1' (pen.) |

| Spania                                 | 3 – 1     | Slovenia      |
| -------------------------------------- | --------- | ------------- |
| Raúl 44' Valerón 74' Hierro 87' (pen.) | (Cronică) | Cimirotič 82' |

| Spania                               | 3 – 1     | Paraguay         |
| ------------------------------------ | --------- | ---------------- |
| Morientes 53', 69' Hierro 83' (pen.) | (Cronică) | Puyol 10' (o.g.) |

| Africa de Sud | 1 – 0     | Slovenia |
| ------------- | --------- | -------- |
| Nomvethe 4'   | (Cronică) |          |

| Africa de Sud           | 2 – 3     | Spania                      |
| ----------------------- | --------- | --------------------------- |
| McCarthy 31' Radebe 53' | (Cronică) | Raúl 4', 56' Mendieta 45+1' |

| Slovenia       | 1 – 3     | Paraguay                   |
| -------------- | --------- | -------------------------- |
| Ačimovič 45+1' | (Cronică) | Cuevas 65', 84' Campos 73' |

#### Grupa C
Brazilia a câștigat toate cele trei meciuri pentru a progresa,  în timp ce China a fost eliminată fără niciun gol sau punct. Defensiva slabă a Costa Rica a dus la eliminarea lor la din cauza diferenței de goluri, permițând Turciei să meargă mai departe.
| Echipa     | M | C | E | P | GM | GP | G  | Pct |
| ---------- | - | - | - | - | -- | -- | -- | --- |
| Brazilia   | 3 | 3 | 0 | 0 | 11 | 3  | +8 | 9   |
| Turcia     | 3 | 1 | 1 | 1 | 5  | 3  | +2 | 4   |
| Costa Rica | 3 | 1 | 1 | 1 | 5  | 6  | −1 | 4   |
| China      | 3 | 0 | 0 | 3 | 0  | 9  | −9 | 0   |

| Brazilia                       | 2 – 1     | Turcia      |
| ------------------------------ | --------- | ----------- |
| Ronaldo 50' Rivaldo 87' (pen.) | (Cronică) | Hasan 45+2' |

| China | 0 – 2     | Costa Rica           |
| ----- | --------- | -------------------- |
|       | (Cronică) | Gómez 61' Wright 65' |

| Brazilia                                                         | 4 – 0     | China |
| ---------------------------------------------------------------- | --------- | ----- |
| Roberto Carlos 15' Rivaldo 32' Ronaldinho 45' (pen.) Ronaldo 55' | (Cronică) |       |

| Costa Rica | 1 – 1     | Turcia      |
| ---------- | --------- | ----------- |
| Parks 86'  | (Cronică) | Emre B. 56' |

| Costa Rica             | 2 – 5     | Brazilia                                             |
| ---------------------- | --------- | ---------------------------------------------------- |
| Wanchope 39' Gómez 56' | (Cronică) | Ronaldo 10', 13' Edmílson 38' Rivaldo 62' Júnior 64' |

| Turcia                         | 3 – 0     | China |
| ------------------------------ | --------- | ----- |
| Hasan 6' Bülent 9' Ümit D. 85' | (Cronică) |       |

#### Grupa D
Victoria șoc a SUA 3-2 cu Portugalia, cu un egal împotriva Coreei de Sud a fost de ajuns pentru a-i trimite mai departe. Portugalia a fost eliminată cu o victorie și două înfrângeri, incluzând una împotriva Coreei de Sud. Polonia a fost și ea eliminată, cu toate că a învins SUA în ultimul meci.
| Echipa        | M | C | E | P | GM | GP | G  | Pct |
| ------------- | - | - | - | - | -- | -- | -- | --- |
| Coreea de Sud | 3 | 2 | 1 | 0 | 4  | 1  | +3 | 7   |
| Statele Unite | 3 | 1 | 1 | 1 | 5  | 6  | −1 | 4   |
| Portugalia    | 3 | 1 | 0 | 2 | 6  | 4  | +2 | 3   |
| Polonia       | 3 | 1 | 0 | 2 | 3  | 7  | −4 | 3   |

| Coreea de Sud                        | 2 – 0     | Polonia |
| ------------------------------------ | --------- | ------- |
| Hwang Sun-Hong 26' Yoo Sang-Chul 53' | (Cronică) |         |

| Statele Unite                              | 3 – 2     | Portugalia                |
| ------------------------------------------ | --------- | ------------------------- |
| O'Brien 4' J. Costa 30' (o.g.) McBride 36' | (Cronică) | Beto 39' Agoos 71' (o.g.) |

| Coreea de Sud     | 1 – 1     | Statele Unite |
| ----------------- | --------- | ------------- |
| Ahn Jung-Hwan 78' | (Cronică) | Mathis 24'    |

| Portugalia                         | 4 – 0     | Polonia |
| ---------------------------------- | --------- | ------- |
| Pauleta 14', 65', 77' R. Costa 88' | (Cronică) |         |

| Portugalia | 0 – 1     | Coreea de Sud    |
| ---------- | --------- | ---------------- |
|            | (Cronică) | Park Ji-Sung 70' |

| Polonia                                          | 3 – 1     | Statele Unite |
| ------------------------------------------------ | --------- | ------------- |
| Olisadebe 3' Kryszałowicz 5' Marcin Żewłakow 66' | (Cronică) | Donovan 83'   |

#### Grupa E
Arabia Saudită a fost eliminată ca fiind cea mai slabă echipă din turneu, după trei înfrângeri și niciun gol marcat, incluzând o înfrângere cu 8-0 în fața Germaniei. Robbie Keane a fost unul dintre cei doi jucători care au marcat împotriva Germaniei din tot turneul, Ronaldo fiind celălalt.
| Echipa         | M | C | E | P | GM | GP | G   | Pct |
| -------------- | - | - | - | - | -- | -- | --- | --- |
| Germania       | 3 | 2 | 1 | 0 | 11 | 1  | +10 | 7   |
| Irlanda        | 3 | 1 | 2 | 0 | 5  | 2  | +3  | 5   |
| Camerun        | 3 | 1 | 1 | 1 | 2  | 3  | −1  | 4   |
| Arabia Saudită | 3 | 0 | 0 | 3 | 0  | 12 | −12 | 0   |

| Irlanda     | 1 – 1     | Camerun   |
| ----------- | --------- | --------- |
| Holland 52' | (Cronică) | Mboma 39' |

| Germania                                                                             | 8 – 0     | Arabia Saudită |
| ------------------------------------------------------------------------------------ | --------- | -------------- |
| Klose 20', 25', 70' Ballack 40' Jancker 45+1' Linke 73' Bierhoff 84' Schneider 90+1' | (Cronică) |                |

| Germania  | 1 – 1     | Irlanda            |
| --------- | --------- | ------------------ |
| Klose 19' | (Cronică) | Robbie Keane 90+2' |

| Camerun   | 1 – 0     | Arabia Saudită |
| --------- | --------- | -------------- |
| Eto'o 66' | (Cronică) |                |

| Camerun | 0 – 2     | Germania           |
| ------- | --------- | ------------------ |
|         | (Cronică) | Bode 50' Klose 79' |

| Arabia Saudită | 0 – 3     | Irlanda                            |
| -------------- | --------- | ---------------------------------- |
|                | (Cronică) | Robbie Keane 7' Breen 61' Duff 87' |

#### Grupa F
Ca favorita Franța, a doua favorită Argentina a fost eliminată după un egal 1-1 cu Suedia. 
| Echipa    | M | C | E | P | GM | GP | G  | Pct |
| --------- | - | - | - | - | -- | -- | -- | --- |
| Suedia    | 3 | 1 | 2 | 0 | 4  | 3  | +1 | 5   |
| Anglia    | 3 | 1 | 2 | 0 | 2  | 1  | +1 | 5   |
| Argentina | 3 | 1 | 1 | 1 | 2  | 2  | 0  | 4   |
| Nigeria   | 3 | 0 | 1 | 2 | 1  | 3  | −2 | 1   |

| Argentina     | 1 – 0     | Nigeria |
| ------------- | --------- | ------- |
| Batistuta 63' | (Cronică) |         |

| Anglia       | 1 – 1     | Suedia            |
| ------------ | --------- | ----------------- |
| Campbell 24' | (Cronică) | Alexandersson 59' |

| Suedia                  | 2 – 1     | Nigeria      |
| ----------------------- | --------- | ------------ |
| Larsson 35', 63' (pen.) | (Cronică) | Aghahowa 27' |

| Argentina | 0 – 1     | Anglia             |
| --------- | --------- | ------------------ |
|           | (Cronică) | Beckham 44' (pen.) |

| Suedia          | 1 – 1     | Argentina  |
| --------------- | --------- | ---------- |
| A. Svensson 59' | (Cronică) | Crespo 88' |

| Nigeria | 0 – 0     | Anglia |
| ------- | --------- | ------ |
|         | (Cronică) |        |

#### Grupa G
| Echipa  | M | C | E | P | GM | GP | G  | Pct |
| ------- | - | - | - | - | -- | -- | -- | --- |
| Mexic   | 3 | 2 | 1 | 0 | 4  | 2  | +2 | 7   |
| Italia  | 3 | 1 | 1 | 1 | 4  | 3  | +1 | 4   |
| Croația | 3 | 1 | 0 | 2 | 2  | 3  | −1 | 3   |
| Ecuador | 3 | 1 | 0 | 2 | 2  | 4  | −2 | 3   |

| Croația | 0 – 1     | Mexic             |
| ------- | --------- | ----------------- |
|         | (Cronică) | Blanco 60' (pen.) |

| Italia        | 2 – 0     | Ecuador |
| ------------- | --------- | ------- |
| Vieri 7', 27' | (Cronică) |         |

| Italia    | 1 – 2     | Croația             |
| --------- | --------- | ------------------- |
| Vieri 55' | (Cronică) | Olić 73' Rapaić 76' |

| Mexic                    | 2 – 1     | Ecuador    |
| ------------------------ | --------- | ---------- |
| Borgetti 28' Torrado 57' | (Cronică) | Delgado 5' |

| Mexic        | 1 – 1     | Italia        |
| ------------ | --------- | ------------- |
| Borgetti 34' | (Cronică) | Del Piero 85' |

| Ecuador    | 1 – 0     | Croația |
| ---------- | --------- | ------- |
| Méndez 48' | (Cronică) |         |

#### Grupa H
| Echipa  | M | C | E | P | GM | GP | G  | Pct |
| ------- | - | - | - | - | -- | -- | -- | --- |
| Japonia | 3 | 2 | 1 | 0 | 5  | 2  | +3 | 7   |
| Belgia  | 3 | 1 | 2 | 0 | 6  | 5  | +1 | 5   |
| Rusia   | 3 | 1 | 0 | 2 | 4  | 4  | 0  | 3   |
| Tunisia | 3 | 0 | 1 | 2 | 1  | 5  | −4 | 1   |

| Japonia                | 2 – 2     | Belgia                         |
| ---------------------- | --------- | ------------------------------ |
| Suzuki 59' Inamoto 67' | (Cronică) | Wilmots 57' Van Der Heyden 75' |

| Rusia                       | 2 – 0     | Tunisia |
| --------------------------- | --------- | ------- |
| Titov 59' Karpin 64' (pen.) | (Cronică) |         |

| Japonia     | 1 – 0     | Rusia |
| ----------- | --------- | ----- |
| Inamoto 51' | (Cronică) |       |

| Tunisia       | 1 – 1     | Belgia      |
| ------------- | --------- | ----------- |
| Bouzaiene 17' | (Cronică) | Wilmots 13' |

| Tunisia | 0 – 2     | Japonia                     |
| ------- | --------- | --------------------------- |
|         | (Cronică) | Morishima 48' H. Nakata 75' |

| Belgia                         | 3 – 2     | Rusia                       |
| ------------------------------ | --------- | --------------------------- |
| Walem 7' Sonck 78' Wilmots 82' | (Cronică) | Beschastnykh 52' Sychev 88' |

## Fazele eliminatorii

### Optimi
| Germania     | 1 – 0     | Paraguay |
| ------------ | --------- | -------- |
| Neuville 88' | (Cronică) |          |

| Danemarca | 0 – 3     | Anglia                           |
| --------- | --------- | -------------------------------- |
|           | (Cronică) | Ferdinand 5' Owen 22' Heskey 44' |

| Suedia      | 1 – 2 (a.e.t.) | Senegal            |
| ----------- | -------------- | ------------------ |
| Larsson 11' | (Cronică)      | H. Camara 37' 104' |

| Spania                                          | 1 – 1 (a.e.t.) (d.p.) | Republica Irlanda                                    |
| ----------------------------------------------- | --------------------- | ---------------------------------------------------- |
| Morientes 8'                                    | (Cronică)             | Robbie Keane 90' (pen.)                              |
| Hierro · Baraja · Juanfran · Valerón · Mendieta | 3 – 2                 | Robbie Keane · Holland · Connolly · Kilbane · Finnan |

| Mexic | 0 – 2     | Statele Unite ale Americii |
| ----- | --------- | -------------------------- |
|       | (Cronică) | McBride 8' Donovan 65'     |

| Brazilia                | 2 – 0     | Belgia |
| ----------------------- | --------- | ------ |
| Rivaldo 67' Ronaldo 87' | (Cronică) |        |

| Japonia | 0 – 1     | Turcia      |
| ------- | --------- | ----------- |
|         | (Cronică) | Ümit D. 12' |

| Coreea de Sud                        | 2 – 1 (a.e.t.) | Italia    |
| ------------------------------------ | -------------- | --------- |
| Seol Ki-Hyeon 88' Ahn Jung-Hwan 117' | (Cronică)      | Vieri 18' |

### Sferturi de finală
| Anglia   | 1 – 2     | Brazilia                     |
| -------- | --------- | ---------------------------- |
| Owen 23' | (Cronică) | Rivaldo 45+2' Ronaldinho 50' |

| Germania    | 1 – 0     | Statele Unite ale Americii |
| ----------- | --------- | -------------------------- |
| Ballack 39' | (Cronică) |                            |

| Spania                           | 0 – 0 (a.e.t.) (d.p.) | Coreea de Sud                                                                 |
| -------------------------------- | --------------------- | ----------------------------------------------------------------------------- |
|                                  | (Cronică)             |                                                                               |
| Hierro · Baraja · Xavi · Joaquín | 3 – 5                 | Hwang Sun-Hong · Park Ji-Sung · Seol Ki-Hyeon · Ahn Jung-Hwan · Hong Myung-Bo |

| Senegal | 0 – 1 (a.e.t.) | Turcia    |
| ------- | -------------- | --------- |
|         | (Cronică)      | İlhan 94' |

### Semifinale
| Germania    | 1 – 0     | Coreea de Sud |
| ----------- | --------- | ------------- |
| Ballack 75' | (Cronică) |               |

| Brazilia    | 1 – 0     | Turcia |
| ----------- | --------- | ------ |
| Ronaldo 49' | (Cronică) |        |

### Finala mică
| Coreea de Sud                        | 2 – 3     | Turcia                     |
| ------------------------------------ | --------- | -------------------------- |
| Lee Eul-Yong 9' Song Chong-Gug 90+3' | (Cronică) | Hakan Ș. 1' İlhan 13', 32' |

### Finală
Toate orele sunt locale (UTC+9)
| Brazilia         | 2–0       | Germania |
| ---------------- | --------- | -------- |
| Ronaldo 67', 79' | (Cronică) |          |

### Clasamentul final
După turneu, FIFA a publicat un clasament al tuturor echipelor care au concurat în finala Cupei Mondiale din 2002, pe baza progresului în competiție, a rezultatelor generale și pe calitatea adversarilor.

Notă: Precum s-a stabilit în fotbal, meciurile decise în prelungiri sunt notate ca victorii și înfrângeri, în timp ce meciurile decise la loviturile de departajare sunt notate ca egaluri.
|                                  | Brazilia                   |
|                                  | Germania                   |
|                                  | Turcia                     |
| 4                                | Coreea de Sud              |
| Eliminat în sferturile de finală |                            |
| 5                                | Spania                     |
| 6                                | Anglia                     |
| 7                                | Senegal                    |
| 8                                | Statele Unite ale Americii |
| Eliminat în optimile de finală   |                            |
| 9                                | Japonia                    |
| 10                               | Danemarca                  |
| 11                               | Mexic                      |
| 12                               | Republica Irlanda          |
| 13                               | Suedia                     |
| 14                               | Belgia                     |
| 15                               | Italia                     |
| 16                               | Paraguay                   |
| Eliminat în faza grupelor        |                            |
| 17                               | Africa de Sud              |
| 18                               | Argentina                  |
| 19                               | Costa Rica                 |
| 20                               | Camerun                    |
| 21                               | Portugalia                 |
| 22                               | Rusia                      |
| 23                               | Croația                    |
| 24                               | Ecuador                    |
| 25                               | Polonia                    |
| 26                               | Uruguay                    |
| 27                               | Nigeria                    |
| 28                               | Franța                     |
| 29                               | Tunisia                    |
| 30                               | Slovenia                   |
| 31                               | China                      |
| 32                               | Arabia Saudită             |